# Немецкий рекс
Немецкий рекс или прусский рекс — порода домашних кошек, относящаяся к короткошёрстной группе. Самая первая из существующих пород, имеющих кучерявую шерсть. Имеет код GRX по классификации FIFe и WCF.

## История
Считается, что немецкий рекс происходит от кучерявого кота по кличке Kater Munk, жившего в 1930-х годах и принадлежавшего семье некой Эрны Шнайдер, жившей в Восточной Пруссии в деревне неподалёку от Кёнигсберга (ныне российский город Калининград). Его родителями были кошки русской голубой и ангорской пород дымчатого ("смоки") цвета. Порода была признана большинством фелинологических организаций, включая FIFe, WCF и SCFF. В большинстве федераций, включая CFA, Немецкий рекс выставляется в одном ринге с породами корниш рекс и девон рекс. Также федерация CFA долгое время считала кошек этой породы  разновидностью породы девон рекс.
Есть и другая версия происхождения кошек этой породы. Первое документальное свидетельство о ней относится к истории, произошедшей в 1951 году. Тогда Роза Шейер-Карпин, врач из Восточного Берлина, подобрала на улице молодую чёрную кошечку с курчавой шерстью. В 1957 году в потомстве этой кошечки, получившей кличку Лэммхен («Ягнёнок»), появилось два курчавых котёнка, которые и стали основоположниками породы. В 80-х годах XX века заводчица из Эссена Аннелиза Хакманн нашла на острове Лансароте (Испания) бродячего кота-рекса. Она использовала его для вязки со своими кошками.
Порода впервые признана в 1982 году порода немецкий рекс была признана международной федерацией FIFe, но до сих пор остаётся не слишком популярной.

## Стандарт породы
Стандарт породы Немецкий рекс по версии федерации WCF:
- Тело: среднего размера, спортивное и мускулистое, но не грубое. Ноги мускулистые, средней длины. Лапы овальные. Хвост средней длинны, кончик закруглённый.
- Голова: среднего размера, контуры округлые. Профиль изогнут. Хорошо развиты щеки. Подбородок крепкий.
- Уши: среднего размера, широкие в основании и слегка закруглённые на кончиках. Уши у немецкого рекса широко расставлены.
- Глаза: округлые, среднего размера. Широко расставлены друг от друга. Цвет глаз однородный, соответствует окрасу шерсти.
- Шерсть: Мягкая и эластичная, защитные волосы отсутствуют. Шерсть короткая и волнистая. Усы и вибриссы на бровях вьющиеся.
- Окрасы: не допускаются окрасы, полученные в результате гибридизации (шоколад, корица, палевый и др.) и их комбинации (биколор, триколор, табби). Все остальные окрасы и рисунки шерсти допускаются. Разрешено любое количество белого.
- Недостатки: проплешины.[4]

## Особенности породы
Особенностью породы является склонность к аллергиям и ожирению. При этом сами кошки считаются гипоаллергенными. 
Кошкам данной породы не рекомендовано частое купание, а также важно следить за температурой в доме, так как эти  кошки достаточно сильно мерзнут.